# Harpyhaliaetus
Harpyhaliaetus é um antigo género de aves de rapina, extinto em 2014, que incluía apenas duas seguintes espécies que foram nesse ano reclassificadas e incluídas no gênero Buteogallus.
As duas espécies de aves que antigamente pertenciam ao gênero Harpyhaliaetus, e que agora fazem parte do gênero Buteogallus, são:
- Águia-cinzenta (Buteogallus coronatus, antes Harpyhaliaetus coronatus)
- Águia-solitária (Buteogallus solitarius, antes Harpyhaliaetus solitarius)